# Тисменичани
Тисменича́ни — село в складі Івано-Франківської міської територіальної громади, Івано-Франківського району, Івано-Франківської області.

## Розташування
До обласного та районного центру м. Івано-Франківськ — 19 км. Через село протікає річка Бистриця Надвірнянська, проходить територіальна дорога державного значення Т-09-06 Івано-Франківськ—Надвірна.У селі функціонує зупинка приміських поїздів, на залізничній лінії Івано-Франківськ-Рахів.
У село їздить комунальний автобус маршруту 58 з м. Івано-Франківська

## Герб
Щит перетятий золотим і лазуровим. У першій частині тисове дерево (герб є промовистим) з чорним стовбуром та зеленою кроною, тонко облямованою червоним. У другій частині срібне ковадло, що супроводжується зверху двома протиоберненими срібними молотками із золотими рукоятками.

## Історія
Вперше село згадується в історичних джерелах 4 лютого 1437 року. Тисменичанці брали активну участь у Визвольній війні 1648—1654 років.

## Населення

### Мова
Розподіл населення за рідною мовою за даними перепису 2001 року:
| Мова            | Кількість | Відсоток |
| --------------- | --------- | -------- |
| українська      | 3064      | 99.77%   |
| російська       | 5         | 0.17%    |
| польська        | 1         | 0.03%    |
| інші/не вказали | 1         | 0.03%    |
| Усього          | 3071      | 100%     |

## Сьогодення
У Тисменичанах є загальноосвітня школа I—III ступенів, дитяча музична школа, дитячий садок «Їжачок», будинок культури, бібліотека. Жителів села обслуговують лікарська амбулаторія, пошта, ощадна каса. Село газифіковане, є вуличне освітлення.
На території села зареєстрована греко-католицька церква «Святої Параскеви», отець Михайло Цюрпіта та отець Юрій Гринчук. Також є Зал Царства Свідків Єгови в якому проводяться зібрання віруючих.

## Відомі люди

### Уродженці
В поселенні народились:
- Горбейчук Дмитро Васильович — український вояк, учасник російсько-української війни. Загинув під час відбиття штурмових дій противника в районі населеного пункту Яковлівка Донецької області. Нагороджений орденом «За мужність» III ступеня. 3 лютого 2022 року присвоїли звання Почесний громадянин Івано-Франківська.
- Микола Іванович Пленюк — український військовик, хорунжий УПА, командир сотні 73 «Лебеді», провідник Лисецького районного проводу ОУН.
- Чуйко Степан Степанович -  сержант Національної гвардії України, відзначився у ході російського вторгнення в Україну. Загинув у місті Маріуполь. Посмертно нагороджений візнакою Орден «За мужність».
- Лукач Любомир Васильович - учасник  Революції гідності, учасник російсько-української війни, старший сержант, командир відділення частини А4056.  Загинув внаслідок мінно-вибухової травми несумісної з життям, виконуюче бойове завдання в н.п Єгорівка Донецької області. 3 лютого 2022 року присвоїли звання Почесний громадянин Івано-Франківська
- Шимановський Роман Володимирович -  Командир відділення безпілотних авіаційних комплексів військової частини А4007. Загинув при виконанні бойового завдання у н.п. Мирноград (Донецька обл.) 3 лютого 2022 року присвоїли звання Почесний громадянин Івано-Франківська
- Кушнірчук Володимир Миколайович - солдат ЗСУ, загинув під час мінометного обстрілу біля населеного пункту Білогорівка (Бахмутський район). 3 лютого 2022 року присвоїли звання Почесний громадянин Івано-Франківська.
- Кучерак Василь Іванович - молодший сержант 110-та окремої механізованої бригади, загинув під час мінометного обстрілу біля населеного пункту Авдіївка
- Козак Володимир Петрович -  Солдат прикордонної зенітно-ракетної застави другої прикордонної комендатури швидкого реагування 15 мобільного прикордонного загону. На захист України добровольцем пішов до "Гвардії наступу" у бригаду "Сталевий кордон" Державної прикордонної служби України. Помер у лікарні м.Золотоноша, Черкаської області.
- Артур Петрович Микитишин — український футболіст, лівий вінґер криворізького «Кривбаса»

### Священики (парохисела)
- Григорій Котляревич 1700
- Іван Билинкевич 1734
- Ігнатій Билинкевич 1785
- Теодор Билинкевич 1808-1836
- Юстим Билинкевич 1836
- Сильвестр Билинкевич 1837-1880
- Йосип Билинкевич 1881
- Євген Сабат 1882
- Маркіян Шанковський 1919
- Іван Маркевич 1920
- Кливак 1939
- Василь Возняк 1942
- Олександр Ніжинський 1942—1966
- Василь Сав'як 1966—1993
- Василь Забайський 1994
- Зиновій Марчук 1995—2004
- Михайло Цюрпіта з 2004
- Юрій Гринчук з 2016

- Йосип Білинкевич (в майбутньому багаторічний парох с.Рукомиш біля Бучача на Тернопіллі), син Сильвестра, є прадідом по прямій лінії митрополита УГКЦ Любомира Гузара. Дочка Йосипа Олена, яка народилася в Рукомиші, вийшла заміж за священика с.Кальне на Зборівщині Луку Демчука. Олена Білинкевич і є рідною бабусею митрополита Любомира Гузара.